# Walerij Filippow
Walerij Władimirowicz Filippow, ros. Валерий Владимирович Филиппов (ur. 28 listopada 1975) – rosyjski szachista, arcymistrz od 1996 roku.

## Kariera szachowa
Znaczące sukcesy zaczął odnosić w połowie lat 90. W 1995 r. zwyciężył w kołowym turnieju w Kemerowie, zajął również III m. (za Jurijem Szulmanem i Wiktorem Bołoganem) we Władywostoku, a w następnym roku podzielił I m. (wspólnie z Siemonem Dwojrisem) w Omsku oraz zajął III m. w Gistrup (za Jurijem Jakowiczem i Aleksiejem Aleksandrowem). W 1997 r. podzielił II m. (za Władimirem Małaniukiem, wspólnie z Andriejem Charitonowem) w finale Pucharu Rosji, a w 1998 w rozgrywkach tych zajął III m. (za Wadimem Zwiagincewem i Aleksandrem Morozewiczem). W tym samym roku wystąpił w drugiej reprezentacji Rosji na rozegranej w Eliście szachowej olimpiadzie, a w 1999 r. na pierwszej szachownicy reprezentacji kraju na drużynowych mistrzostwach Europy w Batumi. W 2000 r. zdobył w Warnie tytuł akademickiego mistrza świata, zwyciężył w memoriale Carlosa Torre Repetto w Meridzie oraz w memoriale Michaiła Czigorina w Sankt Petersburgu (wspólnie m.in. z Jewgienijem Najerem i Maksimem Sorokinem), w 2001 r. podzielił I m. (wspólnie z Walerijem Popowem) w kolejnym finale Pucharu Rosji, rozegranym w Kazaniu, a w 2002 r. po raz drugi w karierze zwyciężył w memoriale Carlosa Torre Repetto. W 2004 r. odniósł jeden z największych sukcesów w karierze, zwyciężając (wspólnie z Siergiejem Rublewskim i Rafaelem Waganianem) w otwartym turnieju Aerofłot Open w Moskwie. Wystąpił również w rozegranym w Trypolisie pucharowym turnieju o mistrzostwo świata, awansując do III rundy (w dwóch pierwszych pokonał Daniela Camporę i Loeka van Wely, a w trzeciej przegrał z Aleksandrem Griszczukiem).
Najwyższy ranking w dotychczasowej karierze osiągnął 1 kwietnia 2004 r., z wynikiem 2639 punktów zajmował wówczas 53. miejsce na światowej liście FIDE.